# Sismo de Lisboa de 1356
O sismo de Lisboa de 1356 foi um violento sismo que atingiu, entre outras, a zona de Lisboa no final do dia de 24 de agosto de 1356, uma quarta-feira, dia de São Bartolomeu. Durou um quarto de hora e vários edifícios ficaram destruídos, entre os quais os quatro fornos que coziam pão da cidade de Lisboa e as grandes maçãs de bronze do campanário da catedral de Sevilha. As réplicas sentiram-se durante um ano.

## Evento
Este desastre natural é referido por exemplo no Livro da Noa, que pertenceu à biblioteca do Mosteiro de Santa Cruz de Coimbra, no Livro das Lembranças, na Crónica de D. Pedro I de Castela e na Chancelaria de D. Pedro I. A grande maioria dos autores acredita que este sismo teve origem na Crista Gorringe, a sudoeste do cabo de São Vicente.
O acontecimento foi esquecido pela maioria das pessoas até ter sido encontrada, já no século XXI, uma inscrição que fazia alusão ao sucedido, na parede da Torre do Paço, no Castelo de São Jorge.